# Семейство Эос
Семейство Эос — является довольно крупным семейством астероидов главного пояса. Все астероиды этого семейства движутся по сходным орбитам, это свидетельствует о том, что данное семейство, как, вероятно, и большинство других астероидных семейств, образовалось в результате катастрофического столкновения двух крупных астероидов на заре формирования Солнечной системы. Семейство получило своё название в честь астероида (221) Эос, одного из самых крупных астероидов данного семейства.

## Открытие
В 1918 году, когда японский астроном Киёцугу Хираяма учился в Йельском университете он начал изучать закономерности движения астероидов. Проведя анализ движения множества астероидов, с учётом их эксцентриситета и наклонения орбит, он обнаружил, что некоторые астероиды движутся группами. В том же 1918 году он описал пять таких групп и, среди них, группу Эос, в которую тогда входило 19 астероидов. С тех пор количество членов этого семейства непрерывно росло, достигнув в 1993 году 289 астероидов.
Это семейство иногда называют семейством Хираямы, в честь японского астронома К. Хираямы открывшего эти семейства, так как астероиды этого семейства, также как и астероиды ещё четырёх других семейств, имеют одинаковый спектральный и химический состав и образовались в результате разрушения родительского тела.

## Орбиты
В настоящее время обнаружено более 4400 членов данного семейства. Внутренняя граница семейства проходит на расстоянии 2,99 а. е., что соответствует орбитальному резонансу с Юпитером 7/3, а внешняя на расстоянии 3,03, что соответствует резонансу 9/4.
|     | ap         | ep   | ip   |
| --- | ---------- | ---- | ---- |
| min | 2,99 a. e. | 0,01 | 8 °  |
| max | 3,03 a. e. | 0,13 | 12 ° |

Большинство астероидов находятся вблизи внешней границы семейства и лишь некоторые встречаются на более близких к Солнцу орбитах. Распределение астероидов по размеру указывает на то, что возраст семейства составляет не более 1-2 млрд лет.

## Образование
Хираяма предположил, что все эти семейства астероидов образовались при столкновении родительского астероида, из которого образовались астероиды семейства, с другим крупным астероидом и последующего разрушения этого астероида на отдельные небольшие астероиды-фрагменты. Такое объяснение и сегодня весьма популярно в астрономическом сообществе. Исследования астероидов семейства Эос показало, что эти астероиды имеют близкие спектральные характеристики, что лишний раз подтверждает правоту данной теории. К тому же, судя по этим спектрам, до своего разрушения родительский астероид мог претерпеть частичное расплавление и дифференциацию недр, что свидетельствует о довольно большом размере этого астероида. То есть до распада часть более тяжёлых элементов переместилась ближе к ядру, а после наряду с обычными астероидами со сравнительно малой плотностью, образовавшимися из поверхностных слоёв, из близкой к ядру зоны могли образоваться и более плотные астероиды. Но более точное изучение этих астероидов затруднительно, так на протяжении млрд лет своего существование они подвергались процессам космического выветривания.
Спектроскопические исследования, показывают, что астероиды этого семейства принадлежат к астероидам спектрального класса S. Однако, исследования Эос и некоторых других астероидов семейства в инфракрасном спектре показали определённые различия в составе астероидов класса S. В результате некоторые астероиды семейства были отнесены к классу астероидов K. Если судить по найденным на Земле метеоритам, то эти астероиды могут быть связаны с хондритами типа CO3 или CV3, но не с ОС типом (англ.). Объекты, движущиеся по схожим орбитам вблизи семейства, но не имеющие данного спектра, не могут являться членами семейства.
Периоды вращения отдельных астероидов порой сильно отличаются друг от друга — это результат взаимных столкновений между ними. Предполагается, что астероиды первоначально должны были сохранить определённую «память» о скорости вращения родительского тела. Исходя из этого предположения его скорость вращения должна была составлять от одного до трёх суток. Эволюционные модели, основанные на скорости вращения отдельных астероидов семейства дают наиболее вероятную оценку возраста данного семейства в 1,1 млрд лет (англ.) Численное моделирование позволило предположить вероятную схему этого столкновения: астероид массой в 1/10 массы родительского астероида, диаметр которого составлял около 240 км, столкнулся с ним, двигаясь в плоскости эклиптики.
Не все фрагменты родительского астероида остались в данном семействе. Спектроскопические исследования показали, что некоторых из них можно встретить на резонансной с Юпитером орбите 9/4. Эти астероиды являются относительно молодыми по сравнению с другими астероидами семейства и, вероятно, образовались в результате вторичных столкновений между членами семейства.

## Крупнейшие астероиды этого семейства
| Имя             | Диаметр   | Большая полуось | Наклонение орбиты | Эксцентриситет орбиты | Год открытия |
| --------------- | --------- | --------------- | ----------------- | --------------------- | ------------ |
| (221) Эос       | 103,87 км | 3,014 а. е.     | 10,886 °          | 0,105                 | 1882         |
| (339) Доротея   | 38,25 км  | 3,014 а. е.     | 9,930 °           | 0,095                 | 1892         |
| (450) Бригитта  | 33,32 км  | 3,014 а. е.     | 10,157 °          | 0,100                 | 1899         |
| (513) Центезима | 50,15 км  | 3,016 а. е.     | 9,715 °           | 0,080                 | 1903         |
| (562) Саломея   | 30,67 км  | 3,020 а. е.     | 11,125 °          | 0,095                 | 1905         |
| (633) Зелима    | 34,37 км  | 3,018 а. е.     | 10,916 °          | 0,086                 | 1907         |
| (639) Латона    | 71,25 км  | 3,019 а. е.     | 8,574 °           | 0,103                 | 1907         |
| (651) Антиклея  | 33,04 км  | 3,024 а. е.     | 10,770 °          | 0,098                 | 1907         |
| (653) Береника  | 39,22 км  | 3,013 а. е.     | 11,287 °          | 0,044                 | 1907         |
| (661) Клелия    | 48,05 км  | 3,023 а. е.     | 9,252 °           | 0,033                 | 1908         |
| (669) Киприя    | 31,75 км  | 3,012 а. е.     | 10,782 °          | 0,081                 | 1908         |
| (742) Эдисона   | 45,60 км  | 3,013 а. е.     | 11,211 °          | 0,120                 | 1913         |
| (807) Цераския  | 26,24 км  | 3,016 а. е.     | 11,305 °          | 0,067                 | 1915         |
| (876) Скотт     | 21,88 км  | 3,012 а. е.     | 11,331 °          | 0,109                 | 1917         |
| (890) Вальтраут | 27,33 км  | 3,025 а. е.     | 10,874 °          | 0,057                 | 1918         |